# Antonio Bosio
Antonio Bosio (ca. 1575 ou 1576 – 1629) foi um estudioso italiano, o primeiro explorador sistemático da Roma subterrânea (o "Colombo das Catacumbas"), autor de Roma Sotterranea e primeiro espeleólogo urbano.

## Vida
Bosio nasceu em Malta e foi enviado quando menino aos cuidados de seu tio, que era um representante na Santa Sé dos Cavaleiros de Malta. Ele estudou literatura, filosofia e jurisprudência, mas aos dezoito anos desistiu de seus estudos jurídicos, foi para Roma e pelo resto de sua vida foi dedicado ao trabalho arqueológico nas catacumbas romanas. Ele morreu em Roma em 1629.

## Trabalhos
A descoberta acidental em 1578 de um antigo cemitério subterrâneo na Via Salária havia atraído atenção geral em Roma. Poucos, no entanto, perceberam a importância da descoberta e, com exceção de três estudiosos estrangeiros, Alfonso Chacon, o antiquário Philips van Winghe (1560–1592) de Lovaina e Jean L'Heureux (também conhecido por Macarius), ninguém pensou seriamente em continuar investigações adicionais. Bosio começou a exploração sistemática da Roma subterrânea e, assim, tornou-se um precursor da ciência da arqueologia cristã, uma inspiração para Giovanni Battista de Rossi. O jovem explorador percebeu que a literatura cristã primitiva, como a ata dos mártires e os relatos dos conselhos, daria pistas sobre a localização das catacumbas; uma ideia do vasto escopo de sua leitura está em dois grandes volumes de suas anotações manuscritas na biblioteca Vallicelliana em Roma, cada uma contendo cerca de mil páginas.
Os trabalhos acadêmicos do Bósio representavam apenas metade de seu tempo; depois de coletar todos os dados possíveis sobre a localização de uma catacumba em uma das grandes estradas romanas que levavam de Roma, Bosio partia para os locais indicados e cobria o terreno com cuidado na esperança de descobrir uma escada esquecida que oferecesse acesso ou um luminário que ilumina as galerias subterrâneas de um cemitério. Ele teve o bom senso de questionar os camponeses locais. Ele então descia às galerias subterrâneas e começava suas explorações. Passagens estreitas levavam de uma série de galerias para outra. Os anos poderiam passar sem que novas entradas fossem descobertas.

## Publicação
Essa obra de vida de Bosio era praticamente desconhecida até a publicação, três anos após sua morte, de sua Roma Sotterranea, opera postuma di Antonio Bosio Romano, antiquario ecclesiastico singolare de' suoi tempi. Compita, disposta, et accresciuta dal M. R. P. Giovanni Severani da S. Severino (Roma, 1632), geralmente chamado de Roma Sotterranea. O volume do fólio foi divulgado sob o patrocínio dos Cavaleiros de Malta, editado pelo oratoriano Severano, sob o patrocínio do cardeal Francesco Barberini. Uma tradução latina que apareceu em 1651 tomou liberdades com o texto. A Roma Sotterranea de Bosio é inteiramente dedicada a uma descrição dos cemitérios, com o fim de verificar tudo o que era possível em relação à história de cada cemitério, com que nome era conhecido na antiguidade, quem eram seus fundadores e quais mártires e cristãos ilustres foram enterrados. Muitas de suas conclusões foram consideradas errôneas nos tempos modernos, mas é reconhecido que o método de Bosio é científico dentro das deficiências da ciência infantil da arqueologia. As gravuras que acompanharam o volume são de pouca utilidade para o arqueólogo moderno.
Um resultado infeliz da publicação foi que, com os locais conhecidos, as catacumbas foram vasculhadas em busca de qualquer coisa que pudesse ser valiosa no mercado; embora muitas informações sobre as condições das catacumbas e suas inscrições e afrescos no início do século XVII tenham sido preservadas no volume de Bosio, muita coisa também foi perdida. Algumas das catacumbas que Bosio descreveu foram destruídas por construções subsequentes.
Este livro deve ter sido altamente avaliado pelo médico e filósofo inglês Sir Thomas Browne, pois cópias em italiano e latim podem ser encontradas em sua biblioteca.